# Violet Evergarden
Violet Evergarden (jap. ヴァイオレット・エヴァーガーデン Vaioretto Evāgāden) – japońska seria light novel autorstwa Kany Akatsuki, ilustrowana przez Akiko Takase. Wygrała ona główną nagrodę w konkursie Kyoto Animation w kategorii light novel w 2014 roku. Po raz pierwszy seria ukazała się w imprincie KA Esuma Bunko 25 grudnia 2015 roku.
Trzynastoodcinikowa seria anime będąca adaptacją mangi została wyprodukowana przez Kyoto Animation i była emitowana w okresie między styczniem a kwietniem 2018 roku, przy czym kilka wstępnych pokazów odbyło się już rok wcześniej. Seria zdobyła nagrodę dla najlepszej animacji na Crunchyroll Anime Awards w 2019 roku. Dodatkowy odcinek OVA ukazał się w lipcu 2018 roku, natomiast filmowy spin-off ukazał się w Japonii we wrześniu rok później. Drugi film, zatytułowany Violet Evergarden: The Movie, miał swoją premierę 18 września 2020 roku.

## Fabuła
Wielka wojna, która podzieliła kontynent Telesis na Północ i Południe, po czterech latach wreszcie dobiegła końca, a mieszkańcy powoli wracają do swoich zwykłych obowiązków. Młoda dziewczyna o imieniu Violet, szkolona wyłącznie do zabijania, nie umie się odnaleźć w nowej rzeczywistości; ponadto straciła swoje ręce i musi korzystać ze specjalnych metalowych protez.
Z pomocą Claudii, byłego dowódcy wojskowego, zatrudnia się w prowadzonej przez niego firmie pocztowej jako tak zwana automatyczna lalka (jap. 自動手記人形 Jidō Shuki Ningyō) – osoba, której zadaniem jest przelewanie ludzkich myśli i uczuć na papier w formie listów. Podjęła się tego zadania, by spróbować odnaleźć samą siebie i zrozumieć sens słów, które usłyszała od jedynej drogiej jej sercu osoby.

## Postacie

### Główne
Violet Evergarden (jap. ヴァイオレット・エヴァーガーデン Vaioretto Evāgāden)
Seiyū: Yui Ishikawa (japoński), Erika Harlacher (angielski)
Violet jest młodą dziewczyną niedawno zatrudnioną w CH Postal Company. Pracuje jako tzw. automatyczna lalka – ghostwriter, który służy pomocą osobom niepiśmiennym lub mającym trudności z właściwym zredagowaniem listu lub zawarciem w nim uczuć i emocji. Jako bezimienna sierota została odnaleziona przez oficera marynarki Dietfrieda Bougainvillea na wyspie, gdzie po bitwie zostały zmuszone wylądować jego wojska. Gdy grupa żołnierzy próbowała ją zgwałcić, pokazała swój niezwykły talent do walki i bitność, zabijając kilku z nich od razu, a wkrótce później samodzielnie wytropiła i wymordowała wszystkich członków oddziału, który wylądował na wyspie. Z nieznanego powodu oszczędziła oficera i oddała się pod jego rozkazy, a ten wykorzystywał jej morderczy talent w ciężkich i brutalnych walkach na froncie. Jakiś czas później Dietfried zabrał ją do swojego domu i podarował swojemu bratu Gilbertowi jako swoisty prezent z okazji awansu na majora, przy czym zastrzegł, by traktował ją tylko i wyłącznie jako bitewne narzędzie. Młody major okazał jej jednak wiele serca i nauczył mówić, czytać oraz pisać. Nadał jej też imię Violet od nazwy rośliny; życząc jej, by sama rosła tak pięknie jak ta roślina. Nadal jednak brała ona udział w walkach, w trakcie rozstrzygającej bitwy straciła obie ręce, próbując ocalić majora przed śmiercią. Po zakończeniu działań zbrojnych otrzymała zaawansowane protezy i postanowiła zostać lalką, by odnaleźć sens słów kocham Cię (jap. 愛してる Aishiteru) – ostatnich, jakie wypowiedział do niej major, zanim zemdlała na polu bitwy.
Gilbert Bougainvillea (jap. ギルベルト・ブーゲンビリア Giruberuto Būgenbiria)
Seiyū: Daisuke Namikawa (japoński), Tony Azzolino (angielski)
Major w armii Leidenschaftlich, pochodzi z arystokratycznej rodziny. Mimo iż uważa Violet za skarb, nigdy nie zdobył się na wyznanie jej swoich uczuć ze względu na jej bezwzględną identyfikację jako żołnierza. Dopiero jego ostatnie słowa do niej dały jej impuls do znalezienia sobie nowej ścieżki w życiu. Jedyną pamiątką po nim jest szmaragdowa broszka, z którą Violet się nie rozstaje i która przypomina jej oczy majora. Gilbert chciał, by Violet żyła jak każdy normalny człowiek, dlatego kazał Claudii ogłosić, że zaginął w trakcie misji, i został uznany za zmarłego. W rzeczywistości udało mu się wyleczyć z ran będąc na wsi, zanim po latach znów spotkał się z dziewczyną.

### CH Postal Company
Claudia Hodgins (jap. クラウディア・ホッジンズ Kuraudia Hojjinzu)
Seiyū: Takehito Koyasu (japoński), Kyle McCarley (angielski)
Były dowódca wojskowy, po wojnie założył własną firmę pocztową – CH Postal Company. Dobry przyjaciel Gilberta z czasów wojska. Pomaga Violet w jej drodze do nowego życia, chcąc również uwolnić się od własnego poczucia winy, potęgowanego przez świadomość, jak podczas wojny była traktowana główna bohaterka.
Cattleya Baudelaire (jap. カトレア・ボードレール Katorea Bōdorēru)
Seiyū: Aya Endō (japoński), Reba Buhr (angielski)
Automatyczna lalka pracująca razem z Violet w CH Postal Company, będąc tam najpopularniejszą pracownicą. Długo zna się z Claudią i jest z nim blisko, od początku spółki dołączyła do przedsięwzięcia.
Benedict Blue (jap. ベネディクト・ブルー Benedikuto Burū)
Seiyū: Koki Uchiyama (japoński), Ben Pronsky (angielski)
Listonosz pracujący w CH Postal Company. Podobnie jak Cattleya zna Claudię od lat i również był jednym z pierwszych pracowników spółki.
Erica Brown (jap. エリカ・ブラウン Erika Buraun)
Seiyū: Koki Uchiyama (japoński), Ben Pronsky (angielski)
Automatyczna lalka pracująca w CH Postal Company. Jej umiejętności w komunikacji z klientami są marne, mimo to wierzy w sens swojej pracy inspirując się powieścią autorstwa Molly Orland, niewidomej pisarki.
Iris Cannary (jap. アイリス・カナリー Airisu Kanarī)
Seiyū: Haruka Tomatsu (japoński), Cherami Leigh (angielski)
Automatyczna lalka, rozpoczęła pracę w CH Postal Company niedługo po Erice. Pochodząc z małej wioski w górach zawsze pociągał ją obraz niezależnej, pracującej kobiety. Stąd jej aspiracja do stania się najpopularniejszą lalką w mieście.

### Pozostałe
Dietfried Bougainvillea (jap. ディートフリート・ブーゲンビリア Dītofurīto Būgenbiria)
Seiyū: Hidenobu Kiuchi (japoński), Keith Silverstein (angielski)
Kapitan marynarki i starszy syn z rodziny Bougainvillea. To on znalazł Violet, którą później wykorzystywał jako narzędzie w boju. Ciągle nosił w sercu urazę do dziewczyny za to, że zabiła jego ludzi na wyspie. Oskarżał ją też o śmierć Gilberta uważając, że zawiodła podczas próby ochronienia go.
Luculia Marlborough (jap. ルクリア・モールバラ Rukuria Mōrubara)
Seiyū: Azusa Tadokoro (japoński), Kira Buckland (angielski)
Automatyczna lalka, którą Violet poznała podczas kursu. Mieszka ze swoim bratem Spencerem, byłym żołnierzem, który nie mogąc znieść myśli, że nie zapobiegł śmierci rodziców podczas wojny, uciekł w pijaństwo.
Charlotte Abelfreyja Drossel (jap. ルクリア・モールバラ Rukuria Mōrubara)
Seiyū: Megumi Nakajima (japoński), Stephanie Sheh (angielski)
14-letnia księżniczka królestwa Drossel. Jest zaręczona z księciem Flügel – Damianem Baldurem – dziesięć lat starszym od niej. Ich ślub ma zakończyć waśnie pomiędzy obydwoma państwami. Ich wzajemna miłość jest publicznie okazywana przez listy pisane przez automatyczne lalki. Będąc szczerze zakochaną w księciu, nie jest jednak pewna, czy on również ją kocha. Wyczuwając jej obawy, Violet zawiera cichą umowę z Cattleyą (piszącą listy w imieniu księcia), by pozwolić młodym na samodzielne pisanie listów do siebie, bez ich ingerencji. W efekcie tego młodzi wzmocnili swoje uczucia, a mieszkańcy obydwu krajów szczerze zaaprobowali związek.
Leon Stephanotis (jap. リオン・ステファノティス Reon Sutefanotisu)
Seiyū: Yūto Uemura 
Pracownik wydziału manuskryptów przy obserwatorium Shahar. Gdy pracownicy naukowi zawarli umowę z automatycznymi lalkami na pomoc w przepisywaniu starych ksiąg, został sparowany z Violet, która służyła mu pomocą. Ze względu na trudną relację swoich rodziców uważa miłość za coś głupiego.
Oscar Webster (jap. オスカー・ウェブスター Osukā Webusutā)
Seiyū: Satoshi Taki (japoński), Joe Ochman (angielski)
Znany pisarz, który po śmierci swojej żony i córki odciął się od świata i popadł w alkoholizm. Chcąc napisać swoją pierwszą sztukę dla dzieci, dedykowaną pamięci swojej córki, prosi o pomoc Violet. Jej zadaniem staje się przelanie pomysłów twórcy na papier.
Anne Magnolia (jap. アン・マグノリア An Magunoria)
Seiyū: Sumire Morohoshi (japoński), Cassandra Lee Morris (angielski)
Córka Clary, uwielbia lalki i za taką w pierwszym odruchu uważa Violet. Widząc, jak jej mama słabnie, próbuje walczyć o jej uwagę uważając, że goście zabierają ich cenny czas.
Clara Magnolia (jap. クラーラ・マグノリア Kurāra Magunoria)
Seiyū: Ayako Kawasumi (japoński), Wendee Lee (angielski)
Matka Anny, jest nieuleczalnie chora, a jej stan ciągle się pogarsza. Przeczuwając zbliżający się koniec i martwiąc się, że jej córka zostanie samotna, prosi Violet o napisanie 50 listów, które będą wysyłanie do Anny na jej urodziny przez następne 50 lat.
Aiden Field (jap. エイダン・フィールド Eidan Fīrudo)
Seiyū: Shintarō Asanuma (japoński), Johnny Yong Bosch (angielski)
Żołnierz walczący po stronie umiarkowanej frakcji państwa Ctrigal. Jego kraj jest uwikłany w wojnę domową z ekstremistami, którzy chcą wznowienia działań wojennych. Decyduje się wydać swoje pieniądze na automatyczną lalkę, która napisze za niego listy do rodziców i Marii – przyjaciółki z dzieciństwa.
Isabella York (jap. イザベラ・ヨーク Izabera Yōku)
Seiyū: Minako Kotobuki (japoński), Colleen O’Shaughnessey (angielski)
Młoda kobieta wspierana przez Violet w swoim debiucie na wyższych sferach. Dawniej żyła w nędzy pod nazwiskiem Amy Bartlett wraz z przybraną młodszą siostrą Taylor. Jej życie zmieniło się, gdy odnalazł ją mężczyzna mówiący, że jest jej ojcem. Z początku pełna dystansu do Violet, z czasem jednak, po poznaniu wzajemnych życiowych historii, nawiązała się między nimi nić przyjaźni. Po wyjeździe Violet stała się samotniczką, do czasu otrzymania listu od Taylor.
Taylor Bartlett (jap. テイラー・バートレット Teirā Bātoretto)
Seiyū: Aoi Yūki (japoński), Sandy Fox (angielski)
Młoda dziewczyna przygarnięta przez Amy. Gdy ta musiała ją zostawić, została wysłana do sierocińca. Po otrzymaniu listu od Amy, już pod imieniem Isabelli, po kilku latach odnalazła Violet i została kurierem pocztowym. Udało jej się również ponownie spotkać z Isabellą.

## Powieści
Seria light novel została napisana przez Kana Atsukiego oraz ilustrowana przez Akiko Takase. Główna historia została podzielona na dwa tomy zawierające łącznie trzynaście rozdziałów. Pierwszy z nich ukazał się 25 grudnia 2015 roku, a drugi rok później 26 grudnia. Otrzymała ona nagrodę w konkursie Kyoto Animation w kategorii light novel w 2014 roku.
Po wyróżnieniu w konkursie 23 marca 2018 ukazała się poboczna historia Violet Evergarden Gaiden rozszerzająca wątki pracowników poczty i relacji z klientami. Ostatnią częścią serii jest wydana 27 marca 2020 roku Violet Evergarden Ever After skupiona na wątku romansowym Violet i Gilberta, zmianach w spółce i tajemniczym mieście łowców snów o nazwie Alphine.
Seria nie została przetłumaczona z japońskiego na żadne inne języki, dostępne są jednak nieoficjalne tłumaczenia na język angielski tworzone przez fanów.
| Nr         | Data wydania (język japoński) | ISBN (język japoński)  |
| ---------- | ----------------------------- | ---------------------- |
| 1          | 25 grudnia 2015               | ISBN 978-4-907064-43-3 |
| 2          | 26 grudnia 2016               | ISBN 978-4-907064-44-0 |
| Gaiden     | 23 marca 2018                 | ISBN 978-4-907064-81-5 |
| Ever After | 27 marca 2020                 | ISBN 978-4-910052-04-5 |

## Anime
Adaptacja anime została zapowiedziana w reklamie pierwszego tomu powieści w maju 2016 roku. W lipcu 2017 roku studio Kyoto Animation ogłosiło, że premiera pierwszego odcinka odbędzie się na tegorocznych konwentach Anime Expo, AnimagiC oraz Anime Festival Asia. Drugi odcinek miał premierę podczas wydarzenia KyoAni and Do Fan Days 21 października 2017 roku, natomiast trzeci został po raz pierwszy wyświetlowy w pięciu wybranych kinach w Japonii 10 grudnia 2017 roku. Trzynastoodcinkowe anime było emitowane w Japonii w okresie między 11 stycznia a 5 kwietnia 2018 roku. Dodatkowy odcinek OVA został wydany 4 lipca 2018 roku wraz z pełnym wydaniem serii na płytach DVD i Blu-ray.
Serwis Netflix rozpoczął emisję serii na niemal całym świecie 11 stycznia 2018 roku, równocześnie z japońską premierą. Wyjątkiem były Stany Zjednoczone i Australia, gdzie seria zadebiutowała 5 kwietnia 2018 roku. Dystrybutor Anime Limited wykupił prawa do wydania serii w formie płytowej w Wielkiej Brytanii i Irlandii oraz zaprezentował pierwszy odcinek na MCM London Comic Con 28 października 2017 roku. Madman Entertainment nabyło prawa do dystrybucji na region Australii i Nowej Zelandii.
Serię wyreżyserował Taichi Ishidate do scenariusza autorstwa Reiko Yoshidy. Za projekt postaci odpowiadał Akiko Takase, natomiast Yota Tsuruoka wykonał udźwiękowienie. Czołówką serii jest Sincerely w wykonaniu True, a tyłówką jest Michishirube (jap. みちしるべ) śpiewana przez Minori Chiharę.

## Filmy
Spin-off serii pod tytułem Violet Evergarden: Eternity and the Auto Memory Doll (jap. ヴァイオレット・エヴァーガーデン 外伝 - 永遠と自動手記人形 Violet Evergarden Gaiden: Eien to Jidō Shuki Ningyō) miał premierę 3 sierpnia na niemieckim konwencie AnimagiC 2019. Wyreżyserował go reżyser serii anime Haruka Fujita. Ze względu na tragiczny pożar studia z 2019 roku japońska premiera filmu została opóźniona o tydzień, a w napisach końcowych została zawarta lista ofiar, którym w ten sposób Kyoto Animation złożyło hołd w uznaniu ich pracy. Funimation rozpoczęło wyświetlanie filmu w kinach na terenie Stanów Zjednoczonych na początku 2020 roku, a Anime Limited, odpowiedzialne za dystrybucję filmu na terenie Zjednoczonego Królestwa i Irlandii, zorganizowało premierę 1 marca 2020 roku podczas Glasgow Film Festival.
Bohaterką pierwszego filmu jest Isabella York, młoda dziewczyna ucząca się w prestiżowej szkole dla dziewcząt, będąca dziedziczką jednego ze szlacheckich rodów. Mimo zbliżającego się jej debiutu na arystokratycznych salonach nie czuje się szczęśliwa, traktując swoją uczelnię bardziej jako więzienie niż miejsce nauki. Rodzina królewska, chcąc w jakiś sposób jej pomóc, zatrudnia Violet jako jej osobistą nauczycielkę, mającą ją przytogować do wejścia w dorosłe życie. Z początku Isabella traktuje automatyczną lalkę nieufnie, z czasem jednak przekonuje się do niej i powoli otwiera, opowiadając o swojej trudnej przeszłości w biedzie i stracie kontaktu z ukochaną młodszą siostrą Taylor. Z pomocą Benedicta Violet pomaga Isabelli napisać list i sprówować odnowić utracony kontakt.
Gdy wydano będącą spin-offem serii mangę Violet Evergarden Gaiden, na obwolucie tomu został umieszczony tekst mówiący o tym, że rozpoczęty został nowy projekt będący czymś zupełnie nowym dla anime. W lipcu 2018 roku na specjalnie zorganizowanym wydarzeniu ogłoszono, że tym projektem jest nowy film. Produkcja zatytułowana Violet Evergarden: The Movie (jap. 劇場版 ヴァイオレット・エヴァーガーデン Gekijō-ban Vaioretto Evāgāden), będąca kolejnym spin-offem serii, miała swoją premierę 18 września 2020 roku. Pierwotnie film miał zadebiutować 10 stycznia, jednak termin ten został przesunięty najpierw ze względu na tragiczny pożar studia na 24 kwietnia, a później, ze względu na panującą pandemię COVID-19, na 18 września. Na oficjalnym kanale studia w serwisie YouTube 8 października zostało udostępnione pierwsze 10 minut produkcji.
Akcja drugiego filmu została podzielona na dwie historie przeplatające się wzajemnie ze sobą. Pierwsza z nich dzieje się wiele lat po wydarzeniach przedstawionych w serii, gdy dokonująca się rewolucja przemysłowa i upowszechnienie telefonu spowodowała, że na usługi automatycznych lalek niemal nie było już popytu. Opowiada o Daisy, wnuczce Anne znanej z dzisiątego odcinka anime. Nie mogąc się pogodzić ze śmiercią matki i obwiniając ją o zbyt małą opiekę nad babcią trafia na listy, wysyłane regularnie przez 50 lat, które napisała Violet. Dziewczyna zaczyna robić wszystko, by jak najwięcej dowiedzieć się o tajemniczej lalce, spod której ręki wyszły tak ważne dla niej słowa. Druga część, prezentowana z retrospekcji, skupia się na Violet, której w napisaniu listu do Gilberta przeszkodziło nowe zlecenie. Pochodzi ono od nieuleczalnie chorego chłopca o imieniu Yuris, który prosi ją, by zgodziła się za oszczędzone przez niego pieniądze napisać listy, które wręczy jego rodzinie po jego śmierci.

## Muzyka
Ścieżkę dźwiękową pod tytułem Violet Evergarden: Automemories skomponował amerykański kompozytor Evan Call. Została ona wydana na dwóch płytach kompaktowych 28 marca 2018 roku przez Bandai Namco Arts poprzez należące do nich wydawnictwo muzyczne Lantis. Zawierała 47 utworów i 6 piosenek wykonywanych przez Airę Yūki, Minori Chiharę oraz True, z czego część z umieszczonych w albumie kompozycji nie została wykorzystana w animacji. 
Album spotkał się z ciepłym przyjęciem słuchaczy, uzyskując na portalu Rate Your Music notę 3,91 na 5 możliwych spośród 133 zebranych recenzji. 

## Odbiór
Seria powieści spotkała się z uznaniem zarówno czytelników, jak i recenzentów, zdobywając w serwisie Goodreads ocenę 4.33 w pięciostopniowej skali, a na stronie MyAnimeList uzyskując łączną notę 8.64 na 10 punktów możliwych. Kyle Bautista z The Royal Tribune chwalił dbałość autora o przedstawienie postaci i relacji pomiędzy nimi w szczegółowy sposób, pochlebnie wyrażając się również o myśli przewodniej zawartej w posłowiu na końcu książki. Zaznaczył przy tym, że wydanie książkowe dość istotnie różni się od serii telewizyjnej pomijając część postaci, oraz iż powieści zawierają dużo bardziej drastyczne opisy związane z wojną, które mogą źle wpłynąc na bardziej wrażliwych czytelników.
Anime powstałe na bazie serii zostało przyjętę jeszcze lepiej od książkowego pierwowzoru uzyskując wysokie noty rzędu 8.2 w 10-stopniowej skali w serwisie Filmweb, 8.5 w serwisie IMDb oraz 8.65 na stronie MyAnimeList. Limarc Ambalina z serwisu Japan Bound wystawiając serii najwyższą notę dziesięciu punktów chwalił dojrzałą fabułę, estetykę animacji oraz ścieżkę dźwiękową, której poszczególne utwory są tak dobre, by być osobnymi dziełami muzyki klasycznej. Dhayana z Attack on Geek pozytywnie oceniła narrację jako zdrową i satysfakcjonującą, zwracając również uwagę na dobrze zarysowany rozwój postaci, natomiast Christina w swojej recenzji dla Manga.Tokyo podobnie do Limarca chwaliła kierunek artystyczny i udźwiękowienie, jednak zarzuciła serii zbyt szybkie przejście Violet do dojrzałości emocjonalnej oraz zbytni nacisk na wywoływanie w widzu emocji.
Violet Evergarden: Eternity and the Auto Memory Doll został oceniony słabiej od poprzedzającej go serii anime, otrzymując w bazie IMDb notę 7.5 na 10 możliwych oraz 8.4 na stronie MyAnimeList. W swojej recenzji Kim Morissy z portalu Anime News Network wysoko ocenił animację oraz kierunek artystyczny, wskazując jednak, że druga część filmu jest słabsza i wyraźnie odstaje od pierwszej historii. Portal Anime UK News również zwrócił na to uwagę we własnej ocenie, dodając, że produkcja bardziej przypomina złączone ze sobą dwa różne odcinki, przy czym wyraził również żal, że ścieżka dźwiękowa jest w znacznej mierze wzięta z poprzednich produkcji i niewiele w niej nowych utworów.
Drugi z filmów, Violet Evergarden: The Movie, spotkał się z cieplejszym przyjęciem od poprzednika uzyskując notę 8.5 na 10 możliwych w bazie IMDb, 8.87 na stronie MyAnimeList, a w serwisie Rotten Tomatoes zdobywając notę 100% z recenzji i 99% od widzów. Phuong Lee, w swojej recenzji dla The Guardian, podkreślił jakość wizualnych detali zastosowanych w animacji oraz spokojne tempo akcji połączone z romantyzmem, które wykonano wyjątkowo dobrze i z nieskrępowaną szczerością. Serwis SciFiNow zaznaczył, iż film został wysoko oceniony przez weteranów wojennych za bardzo dobre przedstawienie w nim skutków zespołu stresu pourazowego, wysoko oceniając zarówno animację, jak i przestawioną historię. Kristen Lazur oceniając film dla The Review Geek chwaliła piękne widoki oraz trzymające w napięciu momenty, zwracając jednak uwagę, że historia Daisy przedstawiona w produkcji nie była tak naprawdę konieczna.

### Nagrody i nominacje
| Rok  | Nagroda                              | Kategoria                                        | Nominacja                   | Wynik     |
| ---- | ------------------------------------ | ------------------------------------------------ | --------------------------- | --------- |
| 2014 | Kyoto Animation Award                | Najlepsza powieść                                | Violet Evergarden           | Wygrana   |
| 2019 | Crunchyroll Anime Awards             | Anime roku                                       | Violet Evergarden           | Nominacja |
| 2019 | Crunchyroll Anime Awards             | Najlepsza animacja                               | Violet Evergarden           | Wygrana   |
| 2019 | Crunchyroll Anime Awards             | Najlepszy protagonista                           | Violet Evergarden           | Nominacja |
| 2019 | Crunchyroll Anime Awards             | Najlepszy reżyser                                | Taichi Ishidate             | Nominacja |
| 2019 | Crunchyroll Anime Awards             | Najlepszy projekt postaci                        | Akiko Takase                | Nominacja |
| 2019 | Crunchyroll Anime Awards             | Najlepszy angielski dubbing                      | Erika Harlacher             | Nominacja |
| 2020 | Tokyo Anime Award                    | Najlepszy kierunek artystyczny                   | Mikiko Watanabe             | Wygrana   |
| 2021 | Mainichi Film Awards                 | Najlepszy film animowany                         | Violet Evergarden the Movie | Nominacja |
| 2021 | Nagroda Japońskiej Akademii Filmowej | Doskonała animacja roku                          | Violet Evergarden the Movie | Wygrana   |
| 2021 | Nagroda Japońskiej Akademii Filmowej | Animacja roku                                    | Violet Evergarden the Movie | Nominacja |
| 2021 | Tokyo Anime Award                    | Nagroda głowna dla animowanego filmu fabularnego | Violet Evergarden the Movie | Wygrana   |
| 2021 | Tokyo Anime Award                    | Najlepszy kierunek artystyczny                   | Mikiko Watanabe             | Wygrana   |
| 2021 | Tokyo Anime Award                    | Najlepszy scenariusz                             | Reiko Yoshida               | Wygrana   |
| 2021 | 15th Seiyu Awards                    | Najlepsza aktorka wiodącej roli                  | Yui Ishikawa                | Wygrana   |
| 2021 | 3rd Kyoto Digital Amusement Award    | Główna nagroda                                   | Violet Evergarden the Movie | Wygrana   |
| 2021 | Japan Media Arts Festival            | Nagroda doskonałości w animacji                  | Violet Evergarden the Movie | Wygrana   |
| 2021 | Japan Media Arts Festival            | Główna nagroda w animacji                        | Violet Evergarden the Movie | Wygrana   |